# Odessa (Missouri)
Odessa é uma cidade localizada no estado americano de Missouri, no Condado de Lafayette.

## Demografia
Segundo o censo americano de 2000, a sua população era de 4818 habitantes.
Em 2006, foi estimada uma população de 4827, um aumento de 9 (0.2%).

## Geografia
De acordo com o United States Census Bureau tem uma área de
9,0 km², dos quais 9,0 km² cobertos por terra e 0,0 km² cobertos por água.

## Localidades na vizinhança
O diagrama seguinte representa as localidades num raio de 16 km ao redor de Odessa.